# الرقابة في الدول الإسلامية

دول منظمة التعاون الإسلامي والمُتمثلة باللون الأخضر والبالغ عددها 57 دولة كانت قد ضغطت على الصعيد الدولي من أجل فرض حظر عالمي على أي خطاب ينتقد النبي محمد.

لطالما استُعملت تعاليم الدين الإسلامي قصد فرض رقابةٍ على آراء وكتابات الكتاب وحتى الصحفيين في العالم الإسلامي، بل إن وصف النبي محمد أو تصويره يُعتبرا محظورا في بعض الدول؛ ولطالما سبب هذا الموضوع جدلا كبيرا بين فُقهاء الدين.
هناك بعض المجتمعات الإسلامية التي تتوفر على ما يُعرف بالشرطة الدينية والتي تُحاول تطبيق وفرض الشريعة الإسلامية على مواطنيها.
في بعض الأحيان، تُسبِّب الرقابة الذاتية المفروضة في المجتمعات الإسلامية العنف بل قد تصل الأمور إلى التهديدات بالقتل والتصفية، وكان قادة الدول الأعضاء في أكبر منظمة إسلامية والتي تُعرف باسم منظمة التعاون الإسلامي قد دعوا عام 2012 إلى حظر أي صحيفة أو جريدة قد تحط من النبي محمد أو تتهجم عليه وتتهمه في شخصيته وما إلى ذلك. 

## الدعوة إلى فرض حظر عالمي على كل من ينتقد محمدﷺ
كانت منظمة التعاون الإسلامي والتي تُعتبر ثاني أكبر منظمة حكومية دولية في العالم حيث تضم سبع وخمسين دولة إسلامية كانت قد دعت وضغطت بشكل كبير من أجل فرض حظر عالمي على كل من ينتقد الإسلام أو يُعاديه. وقد ازداد ضغط المنظمة خاصة بعد نشر فيلم براءة المسلمين الذي صوَّر النبي محمد كشخص مجنون وزير نساء، وقد سبَّبَ الفيلم احتجاجات ومظاهرات في أكثر من دولة من الدول الإسلامية، كما دعت منظمة التعاون الإسلامي إلى اتخاذ إجراءات تُجرم أي خطاب ينتقد الدين.
دعا أكمل الدين إحسان أوغلو وهو مواطن تركي والأمين العام لمنظمة التعاون الإسلامي إلى فرض حظر على كل من يشتم النبي، ثم صرح قائلا: «إن العالم الغربي لا يفهم حساسية ما يقوم به بالنسبة للعالم الإسلامي ... نحن حقا في ورطة»، كما أكد على أن الشتائم والاستفزازات التي تُصدر في حق النبي (أو في حق دين الإسلام بصفة عامة) تُشكل «تهديدا للسلم والأمن وتضرب عرض وقدسية الحياة».

## الرقابة في العالم الإسلامي

### أفغانستان
كانت حركة طالبان التي حكمت أفغانستان بعد منتصف 1990 الأكثر صرامة في تطبيق الشريعة الإسلامية في هذا البلد، حيث أنها فرضت حظرا شاملا على كل الأفلام ومقاطع الفيديو المُسيئة للنبي ولدين الإسلام، لكن حُكم طالبان لم يدم طويلا؛ حيث سقط بالكامل عام 2002 عقب تولي الرئيس الأفغاني حامد كرزاي الإدارة، مما جعل معظم الجمعيات الحقوقية تتوقع انفراجا ولو بسيطا كما توقعت أن البلد سيشهد سياسات علمانية إلى حد ما. لكن كرزاي خيب كل التوقعات (توقعات المجتمعات الحقوقية) عندما عمل مع أعضاء مجلس التعاون ثم اتفق مع باقي علماء البلد على فرض رقابة صارمة على كل البرامج التلفزيونية المشكوك في أمرها، خاصة تلك البرامج التي تم إنتاجها من قبل مكتب «صناعة الترفيه الهندي». وكانت مجموعة من المسلسلات، من بينها تلك التي تحظى بشعبية كبيرة على غرار كيونكي ساس بهي كابهي باهو تهي قد واجهت تهديدات بالحظر ومنع بثها في كل البلاد إلا إذا قامت بتعديل مشاهدها بشكل كبير قاصة بذلك كل «المشاهد الغير أخلاقية».

### الجزائر
خلال العشرية السوداء التي شهدتها الجزائر عام 1990، قُتل أزيد من 60 صحفيا على يد الإسلاميين بسبب المقالات التي حرروها أو المشاهد التي قاموا بالتقاطها ونشرها على التلفاز.

### بنغلاديش
تم حظر العديد من الكُتاب والكاتبات في بنغلاديش وذلك بسبب المقالات التي ينشرونها أو المؤلفات التي يكتبونها، فمثلا تم منع الكاتبة تسليمة نسرين من الدخول لبنغلاديش كما تم حظر نشر أو بيع كُتبها، بما في ذلك رواية لاجا.
وكانت إحدى الجماعات الإسلامية السياسية المُسلحة قد أعلنت في تشرين الأول/أكتوبر 2002 عن جائزة لكل من قام بقطع رأس نسرين أو أدلى بمعلومات تُوصل إليها، وقد حكمت محكمة بنغلاديشية غيابيا على نسرين بسنة في السجن بتهمة «تصريحات مهينة عن الإسلام».

### مصر

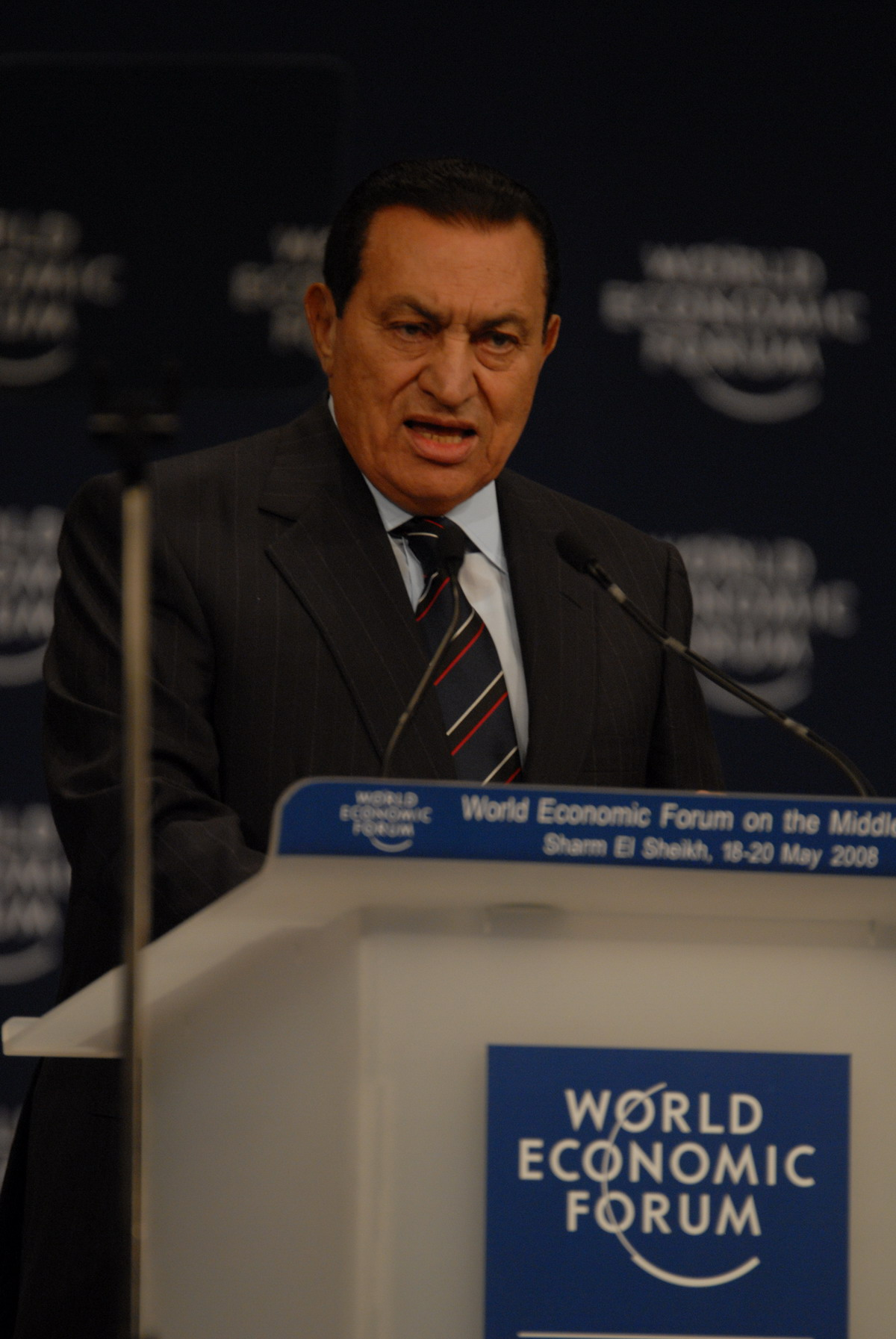
حسني مبارك خفف إلى حد ما من الرقابة الإسلامية كجزء من التوعية المناهضة لنظام الإسلاميين في 1980.

تحسنت أحوال السياسة في مصر خلال العصر الحديث ولو بنسبة قليلة، حيث باتت تعتمد على قانون علماني نوعا ما، ففي عام 1985، حاول حسني مبارك والبرلمان المصري الانصياع لبعض مطالب الإسلاميين المعارضين والمناهضين للنظام مثل الإخوان المسلمون وتنفيذها، مما أدى إلى فرض رقابة «شديدة» على الإعلام في معظم أنحاء البلاد، كما بدأ في نفس الوقت فرض ووجوب تعليم الدين وتشريعاته في المدارس الحكومية.
عادة ما عملت وزارة الثقافة مع الحكومة على استنباط مجموعة من الأحكام، كما قامت الهيئتان بتحرير العديد من البحوث الإسلامية خاصة في جامعة الأزهر، هذه الأخيرة كانت قد طالبت في وقت من الأوقات بفرض رقابة «إسلامية» على صُناع الأفلام وعلى ما يقومون بإنتاجه، فعلى سبيل المثال تعرض المخرج يوسف شاهين الذي يحظى بشعبية كبيرة في مصر لمُضايقات كثيرة بسبب الأفلام التي كان يعمل على إخراجها، خاصة بعدما أخرج فيلم صور فيه صورة النبي يوسف، وقد أثار هذا الفيلم ضجة كبيرة آنذاك مما دفع ببعض الجهات المعنية إلى رفع دعوى قضائية بحقه لكنه فاز بها مما ضمن له عرض المزيد من هذه النوعية من الأفلام التي كانت تتعارض إلى حد ما مع طبيعة السينما في مصر والرقابة المفروضة عليها.
غالبا ما كانت تحتوي الأفلام المصرية القديمة التي تعود لزمن الكلاسيكيات على مشاهد «ساخنة» إلى حد ما من قبيل العناق والقبلات وما إلى ذلك، وكانت شبكة قنوات التليفزيون المصري قد حصلت على حقوق بث العديد من القنوات المصرية في أعقاب ثورة 25 يناير، مما أفسح المجال لبعض المحافظين الإسلاميين في البرلمان المصري الذين فرضوا رقابة شاملة وطالبوا بسن قانون يحظر مثل تلك العروض، كل هذه القوانين دفعت بالعديد من المصريين إلى التحرك حيث أعربوا عن مخاوفهم بشأن زيادة الرقابة الإسلامية على الصناعات الإبداعية والترفيهية.
وعلى الرغم من أن الرقابة موجودة على نطاق واسع في الإنترنت؛ سواء من المسلمين أو العلمانيين، إلا أن توزيع أقراص الفيديو والأقراص الرقمية لا زال قائماً، وهذا يسمح للشعب بالإطلاع على مجموعة كبيرة ومُتنوعة من الفنون، كما أن تلك التدابير التي اتخدها الإسلاميون لم تمنع القاهرة من كونها أكبر مُنتج للمواد الفنية والإعلامية في الشرق الأوسط.

### إيران

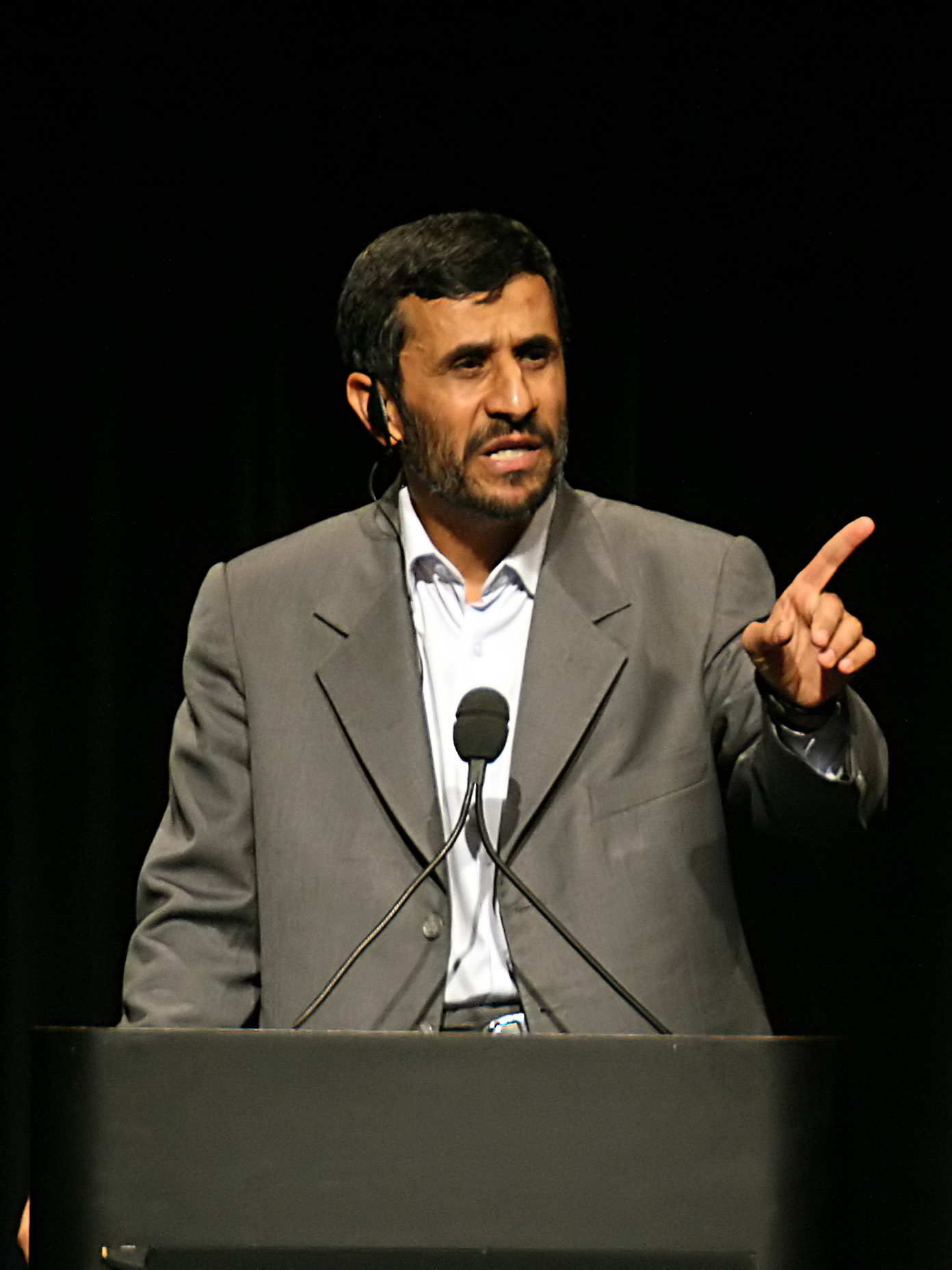
شدد محمود أحمدي نجاد الرقابة الإسلامية على شعبه في وسائل الإعلام بعد انتخابه.

تجنبت حكومة الشاه الإيراني فرض الرقابة الإسلامية على الأفلام؛ حيث كان بعضها يحتوي على مواضيع جنسية قد تصل حد العري، وبالرغم من ذلك فالنظام في ذلك الوقت كان دائما معنيا بمُراجعة كل الأفلام والتأكد من شرعيتها ومن النُقط الإيجابية التي تحملها في طياتها، وكان الشاه قد تدخل شخصيا عام 1934 في فيلم عبارة عن سيرة ذاتية للتأكد من أن رواية الشاعر الفردوسي قد جُسدت بشكل صحيح ولم يتم تحريفها أو تضمين مشاهد غير مُناسبة فيها.
في جمهورية إيران الإسلامية، وبعد ثورة 1979 حاول وسعى العديد من مؤيدي الثورة إلى استخدام الأفلام (ومجال الإعلام بصفة عامة) قصد تحويل الرأي العام ضد نظام الشاه، وقد اسُتخدم المخرجين للحصول على الدعم الأيديولوجي.
وكانت الحكومة الإسلامية في إيران قد درست موضوع الإعلام جيدا، حيث وجهت العديد من المخرجين وضغطت عليهم حتى يستعملوا في أفلامهم لهجات بعض الأقليات، ومع ذلك فإن الحكومة الإسلامية تُنظم بدقة الأفلام وتُراقبها من أجل منع مرور الرسائل التي قد يُنظر إليها على أنها غير إسلامية، وقد استعملت الحكومة العديد من الأجهزة والآليات لتشديد الرقابة مثل تأسيس ما يُعرف بـمجلس تفتيش السيناريو ومجلس آخر يحمل اسم مجلس استعراض الفيلم، هذا الأخير يقوم بحذف وتغيير المشاهد الغير مُناسبة حتى ولو كانت ضد رغبات المُخْرج.
قامت الحكومة في العديد من المناسبات بحظر تصوير النساء عندما يغنين أو يرقصن، كما فرضت على الممثلات وجوب إخفاء شعرهن في جميع الأوقات حتى في المشاهد التي يظهرن فيها وحدهن في المنزل. وقد زادت الرقابة بشكل كبير في إيران خاصة بعدما تم منع الاتصال الجسدي المباشر بين أفراد من جنسين مختلفين، إلا أن هذا المنع لم يَدُم طويلا خاصة بعد وفاة آية الله روح الله الخميني عام 1989.
استعملت حكومة إيران وزارة الثقافة والإرشاد الإسلامي لصالحها، وذلك من خلال استعراض الأعمال المكتوبة قبل السماح للكتَّاب أو دور النشر بنشرها. هذه العملية تفرض ضرورة قيام ثلاث مسؤولين بمُراجعة الكتاب قبل نشره، حيث يقوم المسؤولون بتفقد الكتُب وفحص كل الكلمات والعبارات المُستعملة فيها للتأكد من خلوها من أي شيء قد يُسيء للدين أو للحكومة والبلد بصفة عامة، هذا وتجدر الإشارة إلى أن بعض الكتب قد استغرقت عدة أشهر بل حتى سنوات قبل أن يتم الموافقة على توزيعها. وكانت نفس الحكومة قد حظرت مؤلفات العديد من المفكرين والفلاسفة من قبيل مؤلفات كل من أفلاطون، لويس فرديناند سيلين، جيمس جويس، كورت فونيجت، باولو كويلو وغيرهم الكثير. كما هاجم آية الله علي خامنئي علنا تأثير «الكتب الضارة» على أمته حيث وصفها «بالمخدرات السامة».
الرقابة الإيرانية على الكتب نمت وتزايدت بشكل كبير عقب تسلم الرئيس محمود أحمدي نجاد للإدارة، وقد ازدات الأمور تعقيدا وصرامة مُنذ 2005، لكنها سمحت لباعة الكتب بتوزيع كتاب ذكرى عاهراتي الحزينات التي فاز مؤلفها غابرييل غارثيا ماركيث بجائزة نوبل، وكانت خمسة آلاف طبعة قد بيعت في وقت قصير جدا في إيران، ثم تم منعها في وقت لاحق بطريقة غريبة إلى حد ما.

### العراق
الرقابة في العراق مُتشابكة إلى حد ما، حيث أن هناك من يُبرر هذه الرقابة بأسباب اجتماعية، وهناك من يبررها بأسباب سياسية أو دينية أو حتى تقاليد وعادات وأعراف.
فرضت الحكومة العراقية رقابة شديدة وعلى نطاق واسع في القرن العشرين، ولا سيما بعدما فرض القانون العراقي رقابة على الأفلام الأجنبية منذ عام 1973؛ حيث حظرت الدولة كل الأفلام التي قد تحمل معها «رجعية وتعصب»، وحتى الأفلام التي تأتي بفكرة الروح الانهزامية التي تنتقم فيما بعد، كما قامت بحظر مجموعة من الأفلام التي تتحدث عن الإمبريالية والصهيونية أو تلك التي تَقوم بت التشهير والتهجم على الأمة العربية. وقد أدت كل هذه التصرفات التي لم تتلقى أي اعتراض من أي طرف إلى منح امتيازات جديدة للحكومة العراقية حيث بات بإمكانها منع أي فيلم لأي سبب من الأسباب دون أي تبرير أو شيء من هذا القبيل.

### ماليزيا
في عام 2006 وحده، تم منع وحظر 56 منشورا من قبل وزارة الأمن الداخلي، بما في ذلك الترجمة الإندونيسية لكتاب تشارلز داروين أصل الأنواع. 
في كانون الثاني/يناير 2014، تم فرض الرقابة على صورة خنازير وتم منعها من النشر، كما قامت حكومة ماليزيا بفرض رقابة على إحدى الطبعات الدولية لصحيفة نيويورك تايمز، خاصة وأن تلك الطبعة احتوت على صور لوجوه خنازير في ظلام دامس.

### جزر المالديف
في تشرين الثاني/نوفمبر 2011، تم إغلاق مدونة الصحافي إسماعيل خيلاث رشيد من قبل هيئة الاتصالات في جزر المالديف وذلك بأمر من وزارة الشؤون الإسلامية على أساس أن الموقع يتضمن «مواد مُعادية بشكل صريح للإسلام». وكان رشيد قد دافع عن المسلمين المتصوفين ودعا إلى مزيد من التسامح الديني.

### باكستان
تفرض حكومة باكستان رقابة صارمة على مواطنينها من ناحية الوصول إلى الإنترنت، وكانت وزارة تكنولوجيا المعلومات ووكالة باكستان الفرعية ثم هيئة الاتصالات قد رصدوا وصَفَّوْا مجموعة متنوعة من المواقع المُتهمة بالهجوم على الإسلام، كما قامت نفس الهيئات وعلى فترات متقطعة بمنع مواقع شهيرة مثل جوجل، ياهو، بنج، يوتيوب، إم إس إن، هوتمايل وحتى موقع أمازون المُختص بعمليات البيع والشراء، كما قامت الحكومة عام 2010 بحظر الوصول إلى موقع فايسبوك لمدة شهرين بسبب الجدل حول صفحة فايسبوك كانت تقوم بنشر رسوم للنبي محمد وتتهمه في هيأته وما قام به من فواحش.
هذه الإجراءات ومواضيع أخرى كانت السبب وراء التوترات بين الحكومة الباكستانية وحكومة الولايات المتحدة، خاصة وأن العديد من المواقع المذكورة آنفا تملكها أمريكا.

### المملكة العربية السعودية
قامت الإدارة السعودية بحظر مئات الآلاف من المواقع الإلكترونية بسبب تضمنها محتوى يُنظر إليه على أنه غير أخلاقي. وكانت الرقابة قد نمت بشكل كبير منذ ثورات الربيع العربي التي بدأت في أوائل عام 2011.

### تونس
بالرغم من أن تونس عاشت العديد من الأحداث التي جعلت سياستها قريبة إلى النهج العلماني المُتحرر، إلا أنها سياساتها هي الأخرى تقوم على مبدأ الرقابة، فعلى سبيل المثال لا الحصر قامت الدولة بتغريم نبيل القروي مالك الشركة القائمة على قناة نسمة بحوالي 1700 دولار في أيار/مايو 2012 وذلك بسبب بث القناة للفيلم المثير للجدل برسبوليس، وكان الفيلم يتضمن مشهد يصور الله مباشرة جنبا إلى جنب مع غيرها الكائنات الأخرى، وقد انتقدت الحكومة في تلك الفترة القروي وهددته باعتبار أن «بث الفيلم الذي سيُزعج النظام العام وقد يهدد سلامة وأخلاق المواطنين».

### أوزبكستان
قام رئيس جمهورية أوزبكستان إسلام كريموف بتنفيذ رقابة شديدة على كل وسائل الإعلام في البلاد، ففي البداية حَظَرَ كل الإعلانات عن الكحول أو منتجات التبغ؛ وقد كانت هذه التدابير المُتخدة جزءا من خطة عامة نهجتها الإدارة الدينية والتي شملت أيضا تشغيل البرامج دينية في التلفزيون الحكومي بدل الأفلام والمسلسلات، كما قامت الحكومة بتمويل بناء المساجد وترميم المزيد من الأضرحة، ثم شجعت الحكومة الرسمية مواطنيها على التبليغ على أي «مشهد غير أخلاقي» أو فيه «مساس بالدين» وذلك قصد تسهيل الاتصالات بين الدولة الإسلامية والمؤمنين.